# Åreskutan
Åreskutan es una montaña que se eleva hasta los 1420 metros (4660 pies) de altura en Åre en Jämtland en el centro de Suecia, se trata de una de las montañas más conocidas de ese país europeo. La montaña (y la localidad de Åre en sí) son fácilmente accesibles en tren. El macizo montañoso cuenta con la zona de esquí más grande en Suecia.
Del 3 al 18 de febrero de 2007, Åre fue el anfitrión de Campeonato del Mundo de Esquí Alpino de la FIS de ese año. En 1999, fue la sede de un Campeonato Mundial de Ciclismo de Montaña.